# Lokomotivy Austria a Moravia
Lokomotivy Austria a Moravia byla dvojice vůbec prvních parních lokomotiv, provozovaných na území současné České republiky. Obě byly vyrobeny v roce 1837 v továrně Robert Stephenson and Company konstruktéra lokomotiv Roberta Stephensona v Newcastlu ve Velké Británii na objednávku rakouské dopravní a těžební společnosti Severní dráha císaře Ferdinanda pro provoz na právě budované trati z Vídně do Břeclavi, jež byla nedlouho poté prodloužena až do Lipníka nad Bečvou. Po svém vyrobení byly obě lokomotivy v rozebraném stavu dopraveny do Rakouska, kde byly smontovány. Jednalo se o lokomotivy typu „Mercury“ s uspořádáním pojezdu 1A. Válce byly umístěny pod kouřovou komorou a poháněly zalomenou druhou osu. Parní kotel byl obložen dřevěnými lamelami.
Austria vedla první předváděcí jízdu v jediném dokončeném úseku trati z Floridsdorfu do Deutsch-Wagramu u Vídně, Moravia zase v listopadu 1838 absolvovala první zkušební jízdy na úseku z Rajhradu do Brna na odbočné trati z Břeclavi do Brna. Následoval pravidelný provoz obou lokomotiv. Avšak obě dvě brzy technicky zastaraly, nebyly dostatečně výkonné a nestačily uspokojit rostoucí nároky na provoz železniční přepravy. Byly proto převedeny na dráhu Stockerauer Flügelbahn. Brzy byl však jejich provoz i provoz všech ostatních dvounápravových lokomotiv v Rakousku nařízením zakázán následkem vážné železniční nehody ve francouzském Versailles, jež se stala v květnu 1842. Austria i Moravia tedy byly staženy z provozu a odstaveny v roce 1846, prodány v roce 1849 a do roku 1852 rozebrány, neboť se dodatečná instalace druhého hnacího dvojkolí ukázala být nemožná.